# Erannis sichotenaria
Erannis sichotenaria là một loài bướm đêm trong họ Geometridae.